# Morocco International 2017
Die Morocco International 2017 im Badminton fanden vom 9. bis zum 12. November 2017 in Casablanca statt.

## Sieger und Platzierte
| Disziplin    | Gold                         | Silber                               | Bronze                                 |
| ------------ | ---------------------------- | ------------------------------------ | -------------------------------------- |
| Herreneinzel | Lucas Claerbout              | Søren Toft Hansen                    | Milan Ludík                            |
| Herreneinzel | Lucas Claerbout              | Søren Toft Hansen                    | Maxime Moreels                         |
| Dameneinzel  | Martina Repiská              | Manon Krieger                        | Sónia Gonçalves                        |
| Dameneinzel  | Martina Repiská              | Manon Krieger                        | Kateřina Tomalová                      |
| Herrendoppel | Florent Riancho Bjorn Seguin | Milan Dratva Matej Hliničan          | Vincent Espen Samson Gradt-Urban       |
| Herrendoppel | Florent Riancho Bjorn Seguin | Milan Dratva Matej Hliničan          | Mohamed Abderrahime Belarbi Adel Hamek |
| Damendoppel  | Kristin Kuuba Helina Rüütel  | Haneen Derar Al-Wedyan Domou Amro    | Halla Bouksani Linda Mazri             |
| Damendoppel  | Kristin Kuuba Helina Rüütel  | Haneen Derar Al-Wedyan Domou Amro    | Jinane Bitarie Ghita Charouite         |
| Mixed        | Milan Dratva Martina Repiská | Bahaedeen Ahmad Alshannik Domou Amro | Vincent Espen Manon Krieger            |
| Mixed        | Milan Dratva Martina Repiská | Bahaedeen Ahmad Alshannik Domou Amro | Abdelrahman Abdelhakim Hadia Hosny     |